# Orekrog
Orekrog är en skog i Danmark. Den ligger i Region Själland, i den östra delen av landet. Orekrog ligger på ön Sjælland.